# P-TEFb

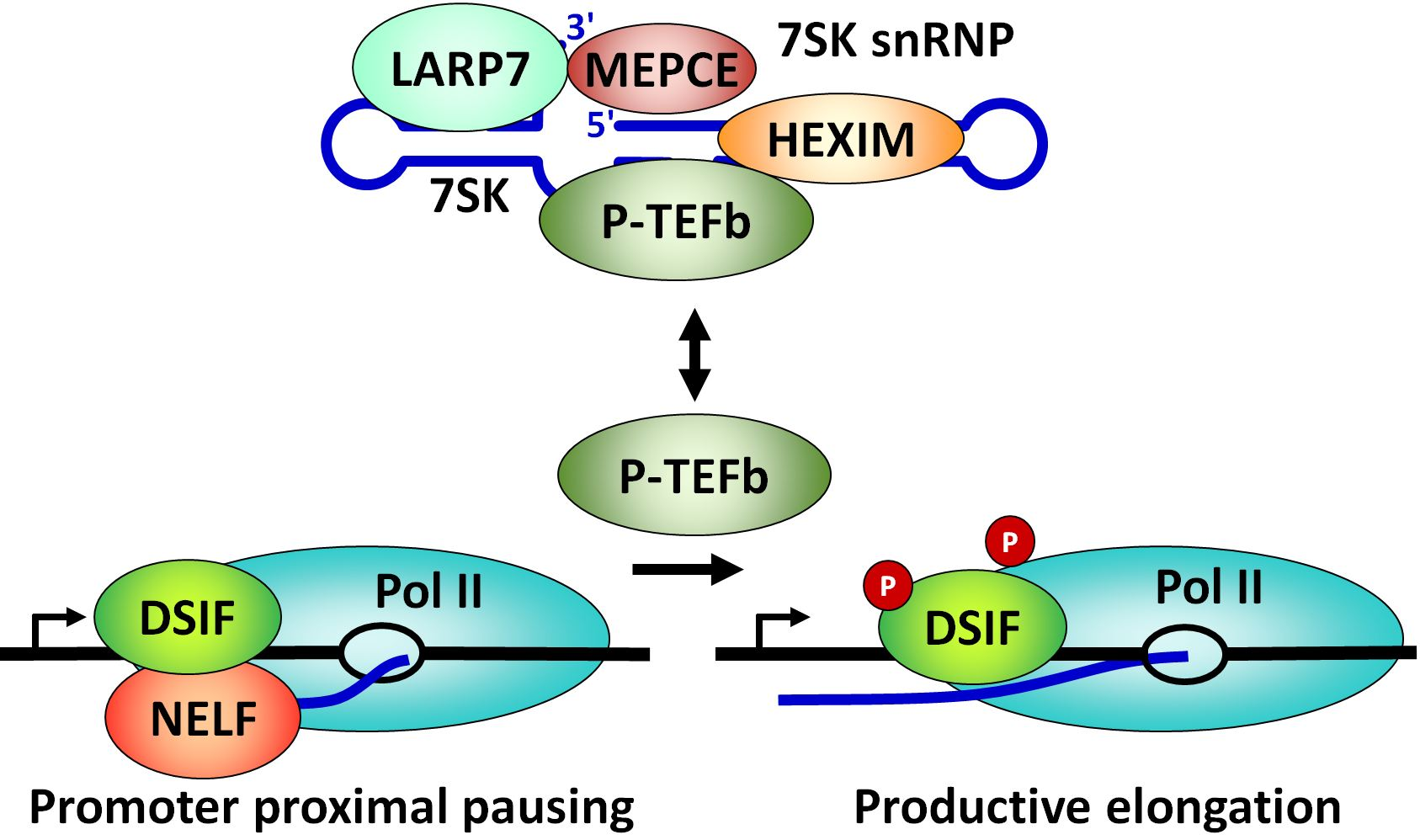
RNAポリメラーゼIIの伸長の制御、Pol IIは転写開始直後に負の伸長因子（DSIFとNELF）の制御下に置かれる。P-TEFbは2つの負の因子とポリメラーゼをリン酸アすることで、生産的な伸長過程への移行を媒介する。この過程は、7SK snRNPとの結合によって調節される。

P-TEFb（positive transcription elongation factor b）は、真核生物においてRNAポリメラーゼII（Pol II）による転写の調節に必要不可欠な役割を果たすタンパク質複合体である。ヒト遺伝子の大部分では、Pol IIは転写の開始直後にプロモーター近傍でトラップされる。P-TEFbはサイクリン依存性キナーゼであり、DSIF（DRB sensitivity inducing factor）とNELF（negative elongation factor）、Pol II大サブユニットのC末端ドメイン（CTD）をリン酸化し、これによってPol IIは生産的（productive）な伸長過程へ移行し、mRNAの合成が行われる。P-TEFbは7SK snRNPとの可逆的な結合によって部分的に調節される。P-TEFbの阻害剤であるDRBやフラボピリドールで細胞を処理することで、mRNA産生の喪失、最終的には細胞死が引き起こされる。

## 発見、構成と構造

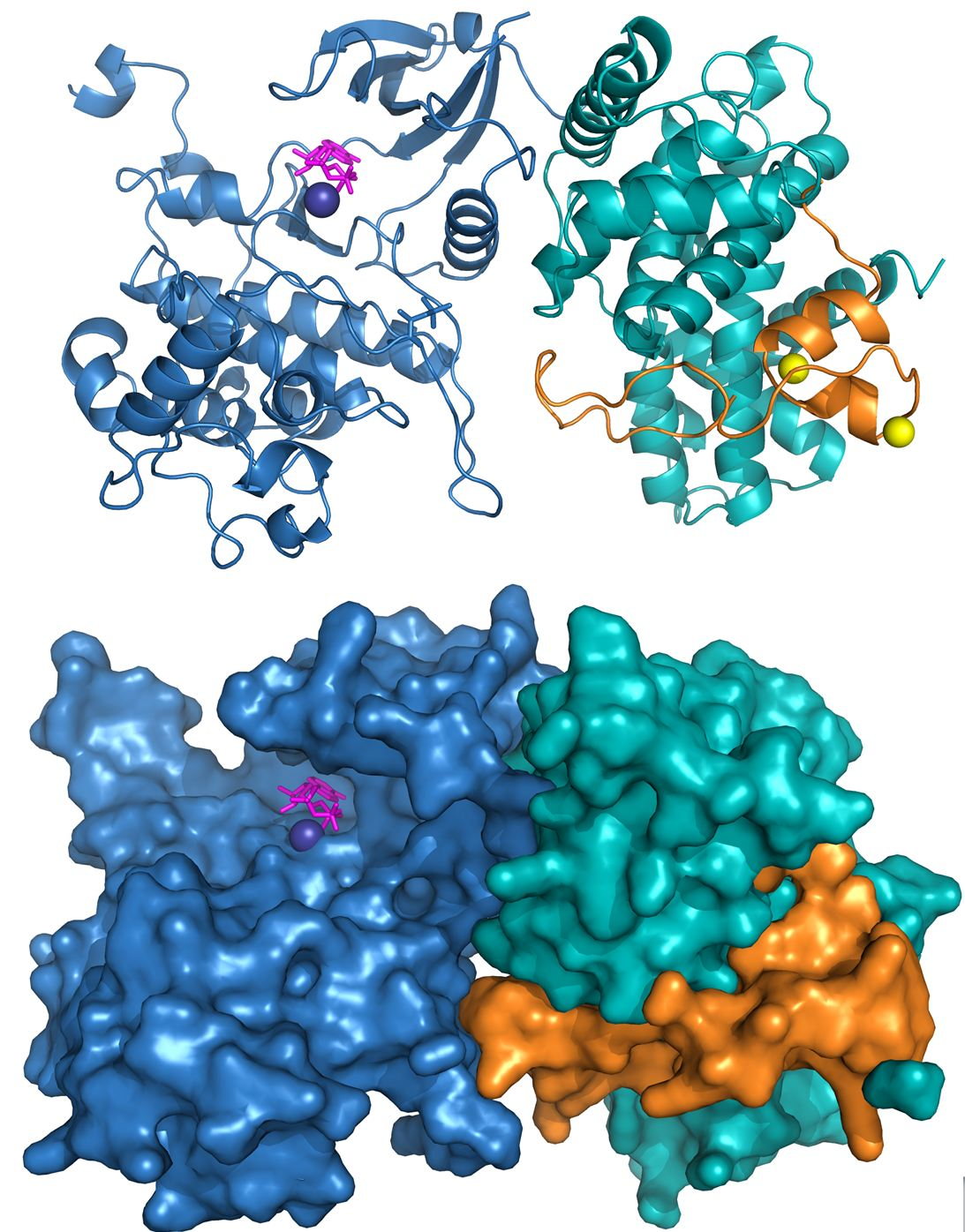
HIVのTatが結合したP-TEFbの構造。Cdk9が青、サイクリンT1がシアン、Tatが橙、ATPがマゼンタ、亜鉛原子が黄色で示されている。

P-TEFbは、ショウジョウバエ細胞由来のin vitro転写系を用いた長いランオフ転写産物の形成に必要な因子として同定され、精製された。P-TEFbは、ショウジョウバエでは触媒サブユニットであるCdk9と調節サブユニットであるサイクリンTからなるサイクリン依存性キナーゼである。ヒトのP-TEFbには複数の種類が存在し、Cdk9といくつかのサイクリンサブユニット、サイクリンT1、T2、Kのうちの1つが含まれる。P-TEFbはブロモドメインタンパク質BRD4を含む他の因子と結合し、super elongation complexと呼ばれる巨大なタンパク質複合体に結合していることが知られている。重要なことに、P-TEFbはHIVのTatタンパク質の標的であり、Tatは正常な細胞内のP-TEFbの制御を迂回して、HIVゲノムのプロモーター近傍で停止したポリメラーゼに直接P-TEFbをもたらす。
Cdk9とサイクリンT1を含むヒトP-TEFbの構造とHIV TatとP-TEFbの複合体構造がX線結晶構造解析によって解かれている。最初に解かれた構造では、2つのサブユニットが他のサイクリン依存性キナーゼで見られるような配置をしていることが示された。元々の構造ではサブユニットに3つの意図しないアミノ酸置換が導入されていたが、その後正しい配列を用いて構造決定が行われ、活性部位周辺にいくつか大きな変化が見られた以外には、全体構造は同じであることが明らかにされた。HIV TatがP-TEFbに結合した構造からは、ウイルスタンパク質はサイクリンT1サブユニットと広範囲にわたる接触面を形成していることが明らかにされた。

## P-TEFbの調節

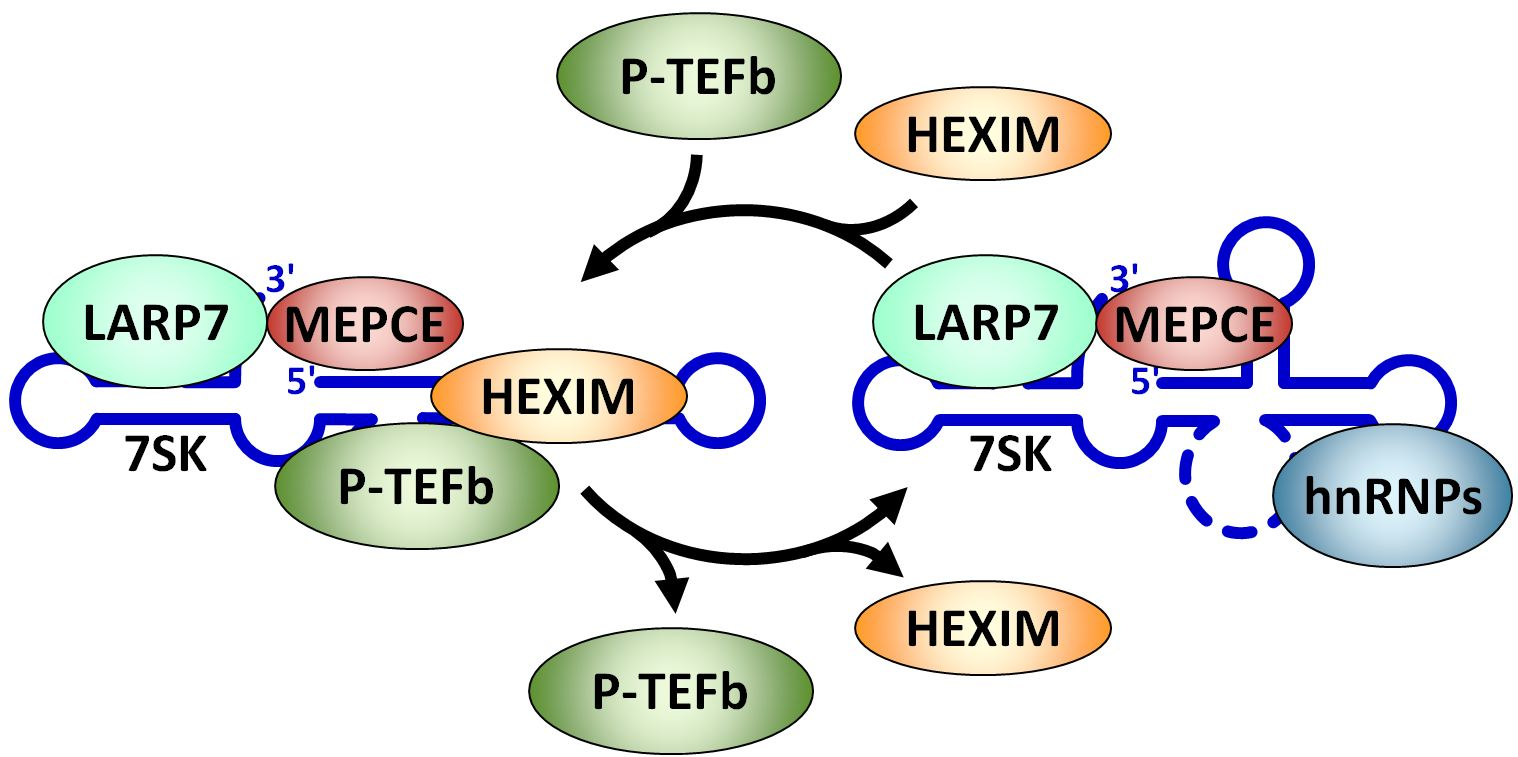
P-TEFbと7SK snRNPとの可逆的な結合。P-TEFbはBrd4またはHIV Tatによって7SK snRNPから放出される。それに伴ってHEXIMも除去されhnRNPが2つのタンパク質に置き換わる。この過程を反転させるためには、他の未知の因子が必要である。

P-TEFbは真核生物の遺伝子発現の制御に中心的な役割を果たすため、各サブユニットをコードする遺伝子の転写、mRNAの翻訳、タンパク質のターンオーバーのレベルで厳格に調節されており、さらに7SK snRNPが関与する珍しい機構によっても調節されている。P-TEFbは二本鎖RNA結合タンパク質HEXIM（ヒトではHEXIM1またはHEXIM2）によって7SK snRNPに保持される。7SK RNAまたは他の二本鎖RNAに結合したHEXIMはP-TEFbに結合し、そのキナーゼ活性を阻害する。7SK RNAには他の2つのタンパク質が常に結合している。MEPCE（methylphosphate capping enzyme）は7SK RNAの最初のヌクレオチドのγ-リン酸にメチル基を付加し、LARP7（La-related protein 7）は7SK RNAの3'末端に結合する。7SK snRNPからP-TEFbが抜き取られると、7SK RNAはコンフォメーション変化を起こし、HEXIMは放出されてhnRNPが除去された因子に置き換わる。P-TEFbが再隔離されるためには、RNAの再編成、HEXIMの結合、そしてその後にP-TEFbの結合が起こる必要がある。